# Mała Wieś (przystanek kolejowy)
Mała Wieś – nieczynna stacja kolejowa kolei wąskotorowej w Belsku Dużym, w gminie Belsk Duży, w województwie mazowieckim, w Polsce.
Stacja ta jest wyposażona w tor główny dodatkowy, a w przeszłości znajdował się tu budynek dworcowy, kasa oraz ładownia.